# Vugar Gashimov
Vugar Gashimov (tiếng Azerbaijani: Vüqar Həşimov; 24 tháng 7 năm 1986 – 10 tháng 1 năm 2014) là một đại kiện tướng cờ vua Azerbaijan và là một trong những kỳ thủ hàng đầu của quốc gia này. Anh còn là một kỳ thủ cờ chớp xuất sắc .

## Tiểu sử
Gashimov sinh tại Baku. Cha anh là đại tá quân đội đã nghỉ hưu, từng làm việc trong Bộ quốc phòng Azerbaijan.

## Sự nghiệp
Anh vô địch giải Acropolis ở Athens năm 2005  và giải Cappelle-la-Grande Mở rộng năm 2008. Gashimov đồng vô địch tại Grand Prix đầu tiên trong chuỗi Grand Prix 2008 – 2010 ở quê nhà Baku . Trong năm 2010 – 2011 anh đồng hạng nhất với Francisco Vallejo Pons tại giải Reggio Emilia và giành chức vô địch sau khi thắng tie-break . Giải đấu cuối cùng của anh là giải Tata đầu năm 2012. Sau đó vì bệnh tật nên anh không thể tham dự các giải đấu quốc tế nữa.

### Đồng đội
Gashimov khoác áo đội tuyển Azerbaijan tại các Olympiad cờ vua năm 2002, 2004, 2006 và 2008 . Năm 2010, anh không dự Olympiad vì có bất đồng với Liên đoàn cờ quốc gia và cựu huấn luyện viên đội tuyển Zurab Azmaiparashvili . Anh cùng đội tuyển giành huy chương vàng tại Giải vô địch cờ vua đồng đội châu Âu ở Novi Sad năm 2009, cùng với Mamedyarov, Radjabov, Mammadov và Guseinov, sau khi giành huy chương đồng năm 2007 .

## Phong cách thi đấu
Gashimov được biết đến là một kỳ thủ cờ chớp xuất sắc.

## Đời tư
Anh yêu thích bóng đá, bóng bàn, billiards và là một người rất hâm mộ các phim của Thành Long .

## Bệnh tật và qua đời
Khi Gashimov bị ốm vào tháng 2 năm 2000, bác sĩ chẩn đoán là chứng động kinh. Sau đó các bác sĩ đã phát hiện anh có những khối u não. Mặc dù đã trải qua vài lần phẫu thuật để loại bỏ các khối u nhưng cuối cùng anh đã qua đời ở một bệnh viện tại Heidelberg, Đức, vào đêm ngày 10 rạng ngày 11 tháng 1 năm 2014.

## Tưởng niệm
Để tưởng nhớ anh, một giải đấu mang tên Tưởng niệm Vugar Gashimov diễn ra vào tháng 4 năm 2014, với sự tham gia của các kỳ thủ Carlsen, Caruana, Karjakin, Nakamura, Mamedyarov, Radjabov ở giải A và Bacrot, Vương Hạo, Eljanov, Wojtaszek, Motylev cùng các kỳ thủ chủ nhà ở giải B.
Giải đấu được tiếp tục trong những năm tiếp theo, có tên chính thức là Giải cờ vua Shamkir và là một trong những giải mời hàng đầu thế giới.

## Các ván đấu đáng nhớ
- Vugar Gashimov gặp Gata Kamsky, Grand Prix Baku 2008, Ván cờ Tây Ban Nha: biến đóng (C84), 1-0
- Vugar Gashimov gặp Andrei Volokitin, Giải Poikovsky 2008, Phòng thủ Sicilian: biến Najdorf (B96), 1-0
- Vugar Gashimov gặp Alexander Grischuk, Grand Prix Elista 2008, Phòng thủ Sicilian: biến Najdorf, Con tốt tẩm độc (B97), 1-0
- Vugar Gashimov gặp Alexander Beliavsky, Gibtelecom 2009, Ván cờ Tây Ban Nha: biến đóng (C84), 1-0

## Hình ảnh

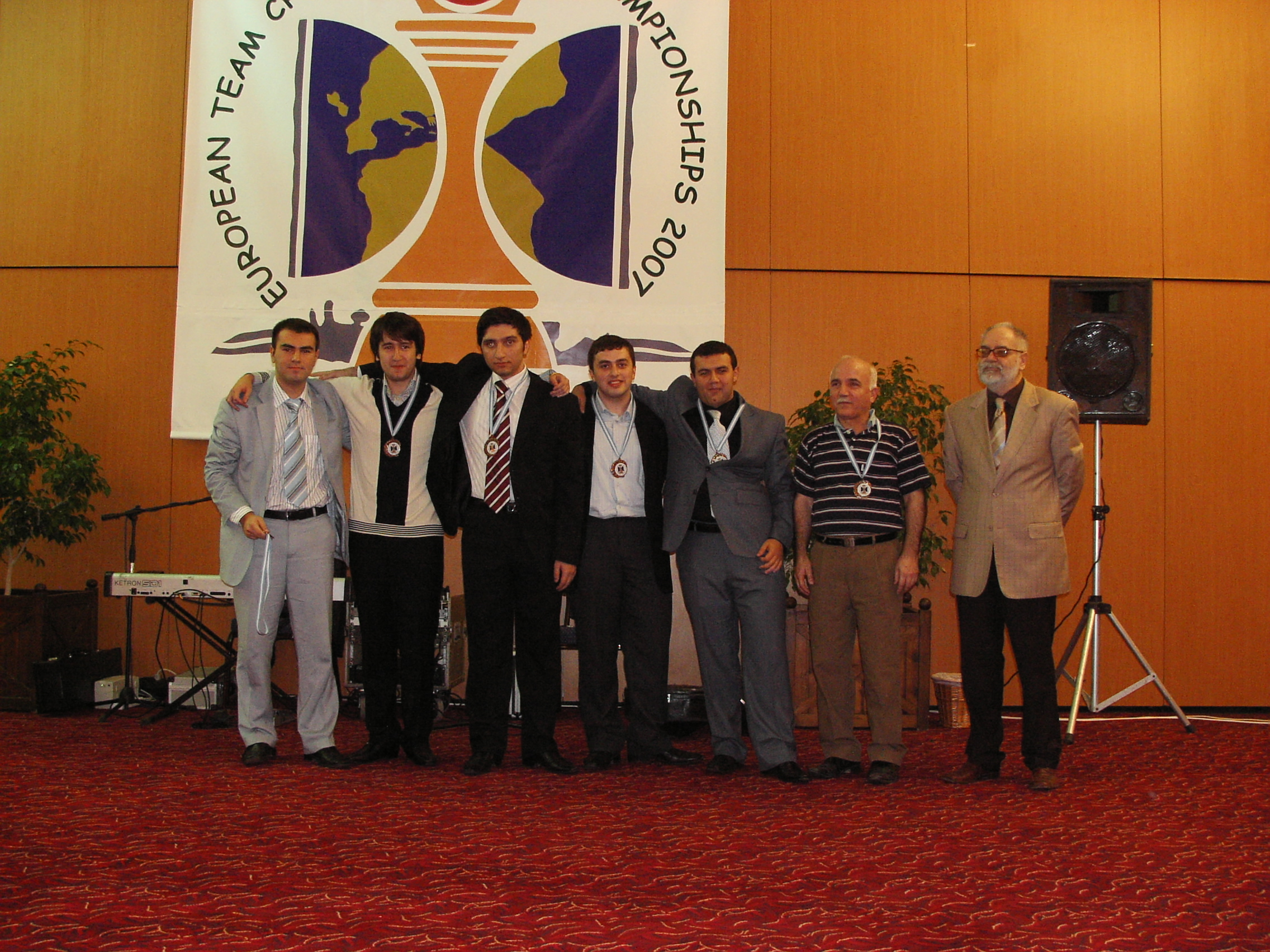
Gashimov cùng đội cờ Azerbaijan tại Giải đồng đội châu Âu 2007
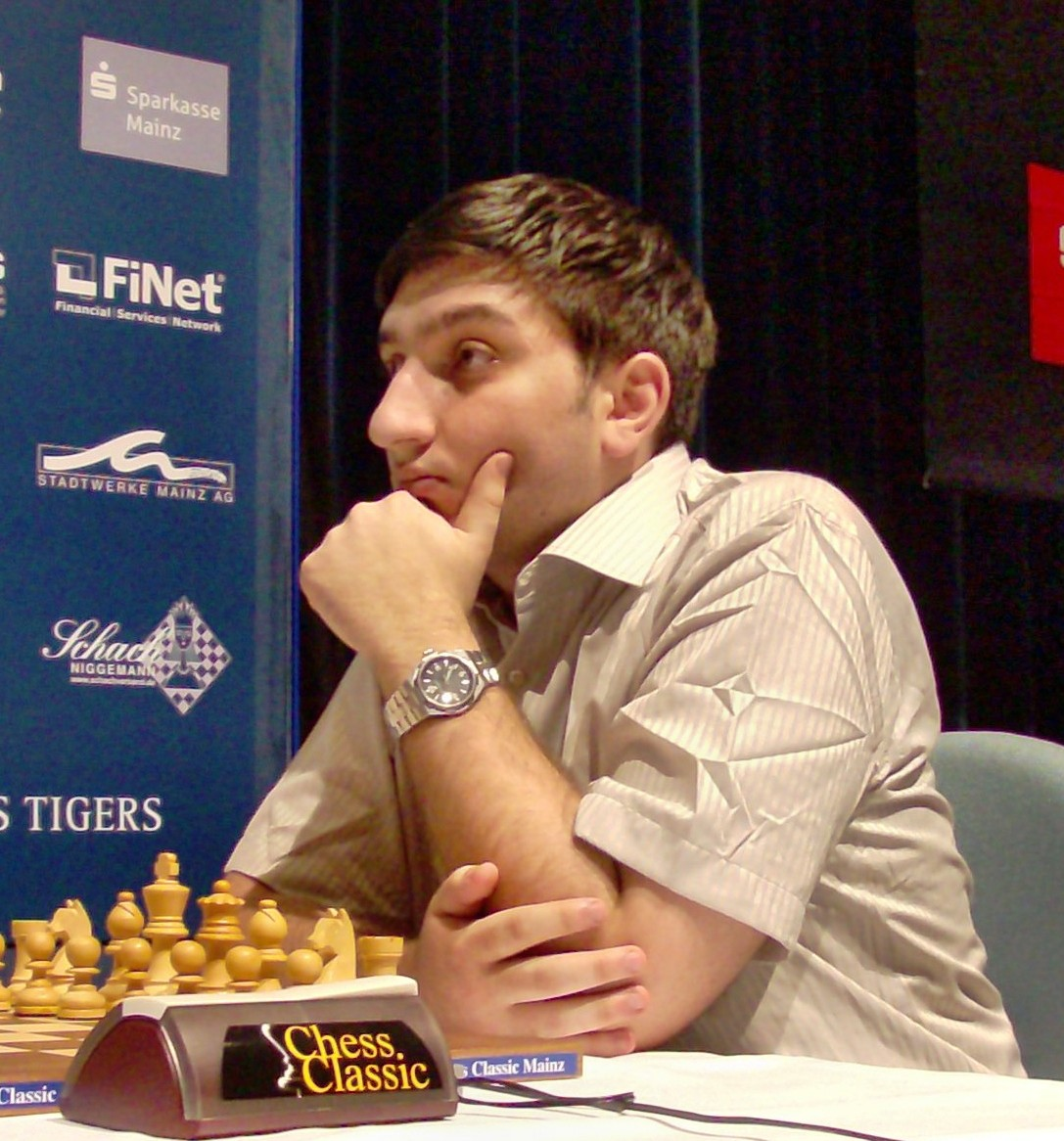
Gashimov năm 2009